# Ólafur Stefánsson
Ólafur Indriði Stefánsson (Reykjavík, 3 de julho de 1973) é um handebolista profissional islandês, medalhista olímpico.
Ólafur Stefánsson fez parte do elenco da inédita medalha de prata, em Pequim 2008.